# Alfred Fabre-Luce
Alfred Fabre-Luce (Parigi, 16 maggio 1899 – Parigi, 17 maggio 1983) è stato un giornalista e scrittore francese.

## Biografia
Tra i maggiori esponenti nel corso degli trenta del «neo-socialismo», militò nel Parti Populaire di Jacques Doriot. 
Dal 1940 fu un sostenitore del regime di Vichy. Alcuni scritti in cui previde la sconfitta della Germania furono la causa del suo arresto per quattro mesi nel carcere di Cherche-Midi.
Alla Liberazione, fu accusato di collaborazionismo e condannato a tre mesi di carcere.
Nel dopoguerra, ostile all'indipendenza dell'Algeria, criticò l'operato di De Gaulle, pubblicando un saggio, Haute Cour, in cui al generale contrapponeva il maresciallo Pétain. Il libro fu sequestrato e distrutto dopo un processo.

## Giudizi
Nei suoi ricordi Poincaré giudica Fabre-Luce un dilettante desideroso di farsi strada nell'opinione pubblica mediante insinuazioni e diffamazioni, intese a screditare i tentativi diplomatici francesi di accordo con la Germania - o comunque ogni conclamata volontà di pace con essa. Con L'Austria-Ungheria, d'altra parte, sarebbero stati effettuati dei passi di collaborazione assai malaccorti. Vediamo, a mo' d'esempio, i tre casi distintamente elencati da Poincaré nel primo volume delle sue memorie. Secondo Fabre-Luce, fin dal suo insediamento al governo Poincaré si sarebbe impegnato a stabilire una netta discontinuità con lo spirito di buon vicinato del suo predecessore. L'accusato risponde: "Je n'ai cessé de tenir le langage opposé devant les deux Chambres, aussi bien que dans mes dépêches officielles. Il n'importe. M. Fabre-Luce, qui avait treize ans en 1912, sait mieux que personne comme les choses se sont passées". Secondo Fabre-Luce, tra il 1911 e il 1912 il governo francese avrebbe favorito la richiesta di quotazione alla Borsa di Parigi di titoli stranieri, che avrebbero permesso all'Austria-Ungheria di ammodernare la flotta adriatica e di creare nuovi corpi d'armata col denaro dei risparmiatori francesi. Tutta la questione è lungamente e minuziosamente trattata nel capitolo IX del primo volume delle memorie, dove si vede come la prerogativa di controllo e di veto esercitata dal Ministero degli Esteri sui movimenti di capitali borsistici si sia effettivamente affievolita durante il 1911 - soprattutto a causa dei fantasiosi progetti di distacco dell'Austria-Ungheria dalla Germania vagheggiati dall'ambasciatore a Vienna Philippe Crozier.  Destituendo Crozier, Poincaré dovette ripristinare la rigidità dei controlli col pieno consenso del parlamento e del governo. In un terzo caso l'insidiosità degli argomenti anti-bellicisti e anti-nazionalisti di Fabre-Luce trova occasioni più numerose: nel caso, cioè, delle lunghe e complicate trattative che condussero la Francia all'alleanza con la Russia chiudendo, inevitabilmente, la porta alle illusioni filo-tedesche. Fabre-Luce sosteneva che fin dal primo contatto con l'ambasciatore russo Isvolskij Poincaré avesse voluto evitare ogni passo che potesse favorire un accordo tra la Francia e la Germania - «dejà trop marqué [F-L]» dopo la composizione della crisi marocchina. "C'est sur un télégramme de M. Isvolsky que M. Fabre-Luce appuie cette assertion, mais il traduit et trahit la pensée qu'il prétend rapporter. (...) M. Isvolsky lui-même ne m'a nullement attribué l'opinion que l'accord de la France et de l'Allemagne fût «trop marqué» par le traité du 4 novembre [sul Marocco], par ce traité que j'allais défendre et faire voter au Sénat. Mais M. Fabre-Luce entend faire croire que j'ai tenu le propos qu'il invente et qu'il m'attribue. La solidité de son système dépend de pareilles affirmations. Contre les documents, contre les faits, il donne carrière à sa jeune immagination".
Con le ultime parole di questo giudizio Poincaré indica, effettivamente, il pregio e il difetto dell'azione politica di Fabre-Luce: la quale fu effettivamente dominata, nel chiaro e nel torbido, da un suggestivo talento letterario. "Fabre-Luce met décidément dans l'élégance de ses phrases un peu trop d'habileté".

## Opere
- Alfred Fabre-Luce, La verità sul generale De Gaulle e difesa del maresciallo Petain, Milano, Edizioni Riunite, 1946.
- Alfred Fabre-Luce, Gli Stati uniti d'Europa, Milano, Edizioni riunite, 1947.
- Alfred Fabre-Luce, Un francese risponde : Giornale di Francia 1939-1944, Milano, Longanesi, 1948.
- Alfred Fabre-Luce, Nel fumo di un sigaro, Milano, Longanesi, 1950.
- Alfred Fabre-Luce, Il più illustre dei francesi, Milano, Ediz. del "Borghese", 1961.
- Alfred Fabre-Luce, Anche i semidei muoiono : da Darwin a Marx e a Freud, Milano, Massimo, 1985.
- Anthologie de la nouvelle Europe, présentée par Alfred Fabre-Luce, Paris, Plon, 1942